# قلين (مركز)
مركز قلين، مركز إداري مصري. يقع في جنوب محافظة كفر الشيخ الواقعة أقصى شمال جمهورية مصر العربية. مدينة قلين عاصمة المركز.

## جغرافيا
يقع مركز قلين في الجنوب الغربي من محافظة كفر الشيخ، فيحده من الشمال والشرق مركز كفر الشيخ ومن الشمال والغرب مركز دسوق ومن الجنوب مركز قطور ومركز بسيون بمحافظة الغربية.

## التقسيم الإداري
يضم المركز مدينة واحدة وهي مدينة قلين عاصمة المركز، وكذلك يضم 5 وحدات محلية تضم 5 قرى رئيسية و21 قرية تابعة و90 عزبة:
- الوحدة المحلية بميت الديبة: (الشقة، طويلة نشرت، كفر يوسف داود، المنشأة الصغرى، نشرت)
- الوحدة المحلية بالبكاتوش: (منية قلين، منشأة الشاذلي، كفرالجزائر، المنشلين)
- الوحدة المحلية بقونة: (بلنكومة، صروة، منشأة شبراطو)
- الوحدة المحلية بكفرالمرازقة: (كفر المشايخ، الكفر البحري، المنشأة الكبرى)
- الوحدة المحلية بشباس عمير: (حصة الغنيمي، الغنيمي، الكردي، قزمان، منشية عجلان)

## السكان
حسب التعداد السكاني لعام 2006، بلغ إجمالي سكان مركز قلين 207,120 نسمة، منهم 104,098 ذكر و103,022 أنثى.